# Löffler Béla (építész)
Löffler Béla (Budapest, 1880. szeptember 14. – Palesztina?, 1939 november után) magyar építész.

## Élete
Löffler Jakab ügynök (1844–1912) és Mellinger Jozefa (1855–1920) fia. 1897 és 1899 között Spiegel Frigyes, majd később Lajta Béla irodájában dolgozott. Közben 1898–1901 között elvégzi az Állami Felső Építő Ipariskolát. Az 1905-ös Deutsche Kunst és Dekoration folyóirat nemzetközi síremlék pályázatán első díjat nyert. 1910-ben saját mérnöki irodát nyitott. Ő tervezte és építette a budapesti ortodox hitközség Kazinczy utcai zsinagógáját, amely monumentális egyszerűségével egyike volt kora legmodernebb magyar zsinagógáinak, illetve az ortodox hitközség székházát és iskoláját, számos villát, gyári és iskolaépületet. 1923-ban megvették az antwerpeni zsinagóga építésére kiírt nemzetközi pályázatra beküldött tervét. 1925-ben Palesztinába költözött, ahol felépítette a tel-avivi kiállítási pavilont. Később Alexandriában nyitotta meg építési irodáját, majd visszatért Palesztinába.
Bátyja Löffler Samu Sándor (1877–1962) építész volt, akivel 1909 és 1919 között közös irodában dolgozott.

## Ismert saját épületek

### Elkészült épületek
- 1920-as évek eleje: családi házak, Gyöngyös[6]
- 1925: kiállítási pavilon, Tel-aviv

### Tervben maradt épületek
- 1902: Postapalota, Pozsony (ifj. Nagy Istvánnal)[6]
- 1905: Síremlék pályázat (I. díj)[6]
- 1923: zsinagóga, Antwerpen (pályázat megvétele)[6]
- 1925: Nemzeti színház, Jeruzsálem (I. díj)[6]

## Fivérével közös munkák

### Elkészült épületek
- 1908: Piatschek-ház, 1062 Budapest, Aradi u. 57.[6][7][8]
- 1908: A Menóra háza, 1075 Budapest, Síp u. 17. (műlakatosi munkák: Migray József)[6][9][10]
- 1908 k.: villaépület, 1146 Budapest, Cházár András u. 9.[6][11]
- 1908–1909: Nits-ház, 1066 Budapest, Zichy Jenő utca 36.[12][13]
- 1909–1910: lakóházak, 1062 Budapest, Székely Bertalan u. 2/B-C[6][14]
- 1909–1910: lakóház, 1024 Budapest, Szilágyi Erzsébet fasor 1. (műlakatosi munkák: Migray József)[6][15]
- 1910: lakóház, 1077 Budapest, Izabella u. 34.[6][16]
- 1910 k.: Magyar Vegyikészítményű Papírgyár, 1066 Budapest, Ó u. 49.[6]
- 1910–1911: lakóház, 1072 Budapest, Akácfa utca 18.[17]
- 1910–1911: lakóház, 1072 Budapest, Akácfa utca 20.[18]
- 1910–1911: Goldberger-ház, 1081 Budapest, Népszínház utca 37.[6][19][20]
- 1911: A Magyar Írószövetség Székháza, 1062 Budapest, Bajza u. 18.[21]
- 1911 k.: lakóház, 1073 Budapest, Kertész u. 29.[6]
- 1911–1912: Magda udvar, 1084 Budapest, Mátyás tér 4.[22][23]
- 1912: Erdélyi-bérház, 1072 Budapest, Rákóczi út 14.[24]
- 1912–1913: Kazinczy utcai zsinagóga, 1075 Budapest, Kazinczy u. 29-31.[6][25]
- 1912–1913: Orthodox izraelita hitközség lakóháza, 1074 Budapest, Dob utca 35.[26]
- 1912–1913: lakóház, 1071 Budapest, Dózsa György út 38.[27]
- 1914: Rosenberg Márk lakó- és üzletháza, 1074 Budapest, Rákóczi út 74.[6][28]
- 1915: lakóház, 1137 Budapest, Pannónia u. 9.[29]
- 1917: bérpalota, Budapest, Andrássy út 82.[30]
- ?: lakóház, 1023 Budapest, Lajos u. 33.[31]

### Tervben maradt épületek
- 1912: Budai zsinagóga, Budapest, Krisztina körút–Széll Kálmán tér (III. díj)[6]
- 1913: Erzsébet királyné budapesti emlékműve (IV. pályázat, Kara Mihály és Lányi Dezső szobrászokkal)[6]
- 1916: Székesfővárosi krematórium, Budapest (Szende Andorral és Menyhárt Miklóssal)[6]

### Síremlékek
- 1916: Mayer Salamon sírja, Kozma utcai izraelita temető, 1108 Budapest, Kozma utca 6. (megvalósult)[32]

## Képtár

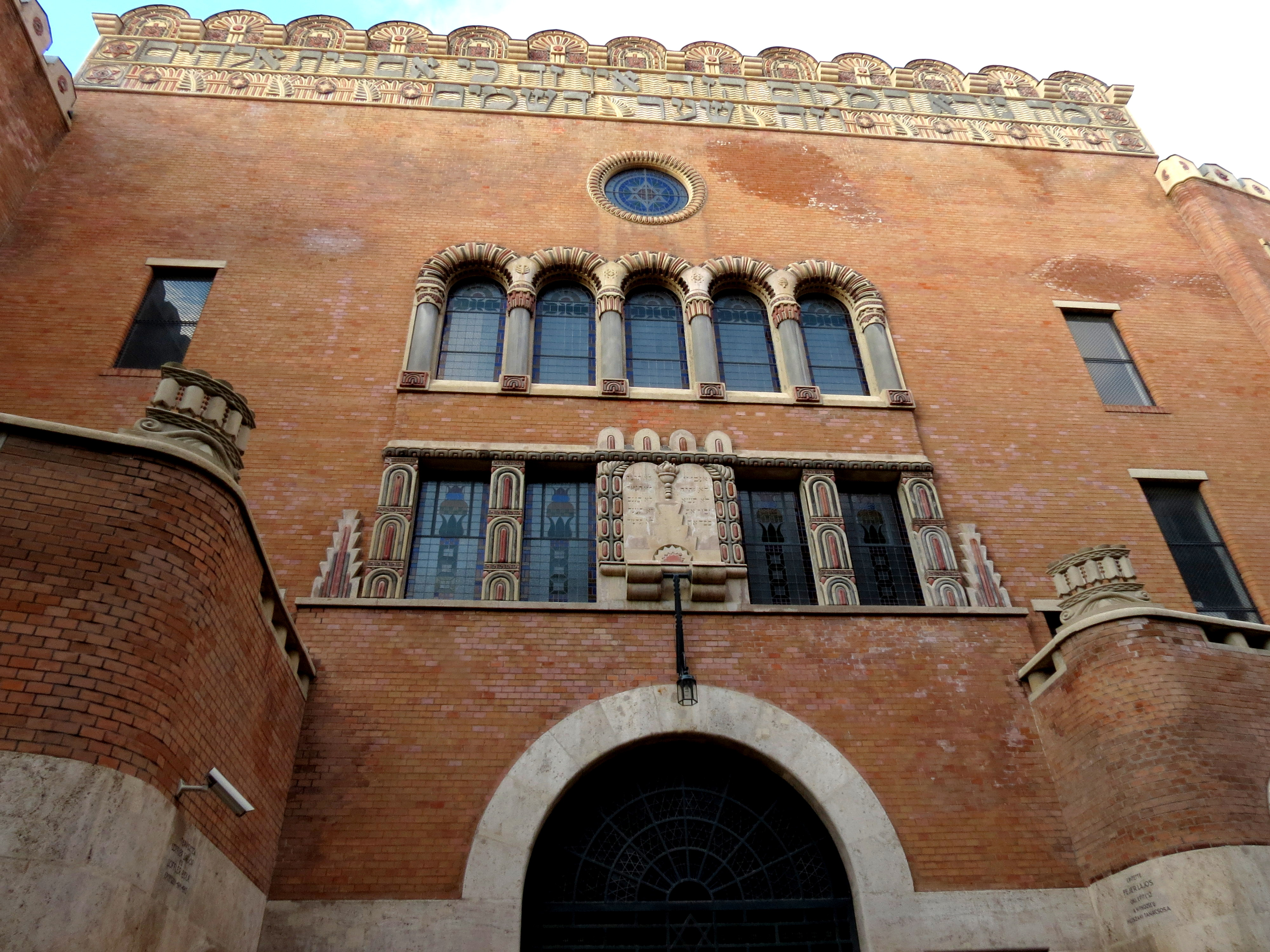
Kazinczy utcai zsinagóga, Budapest
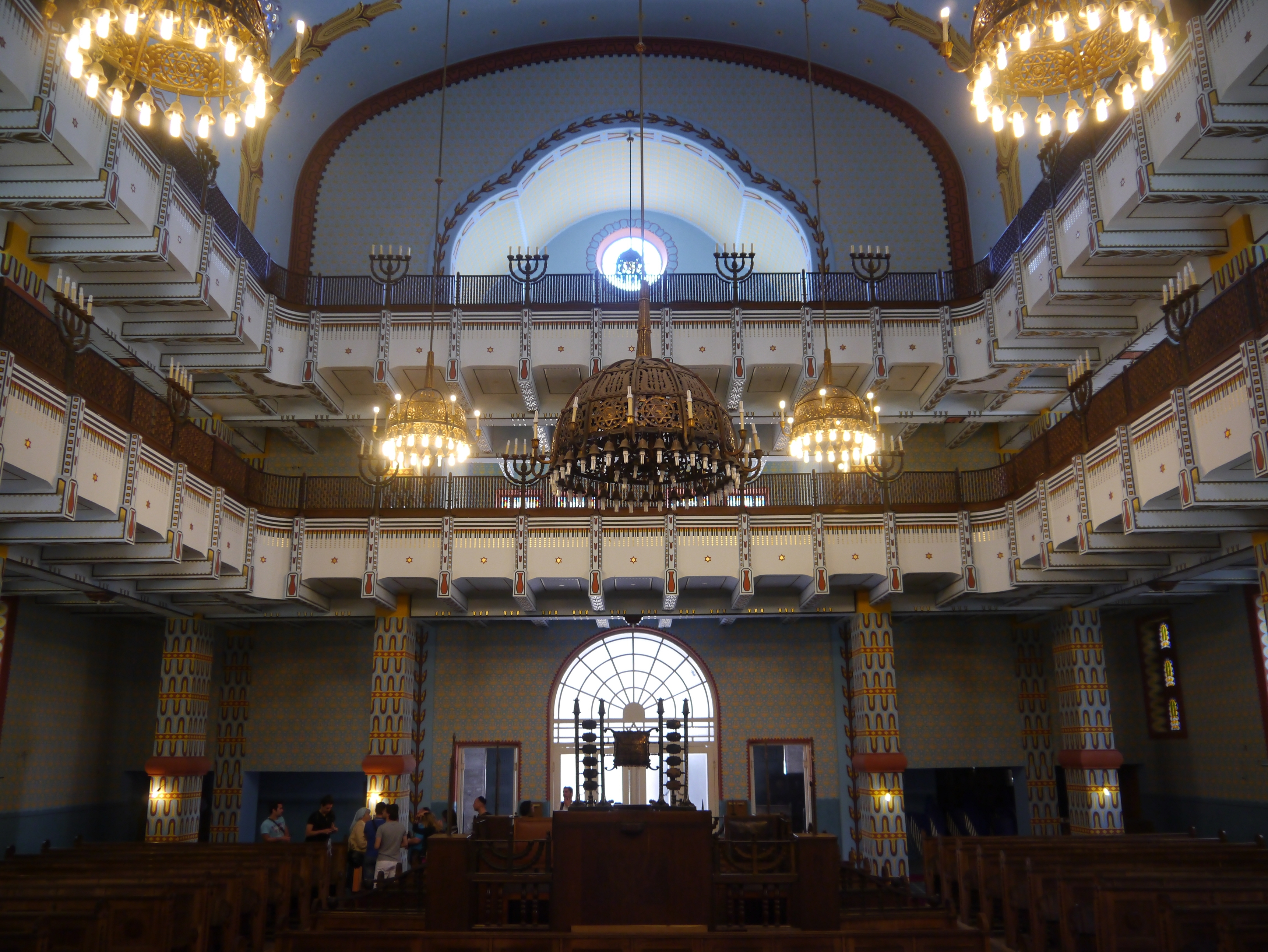
Kazinczy utcai zsinagóga, Budapest (belső)
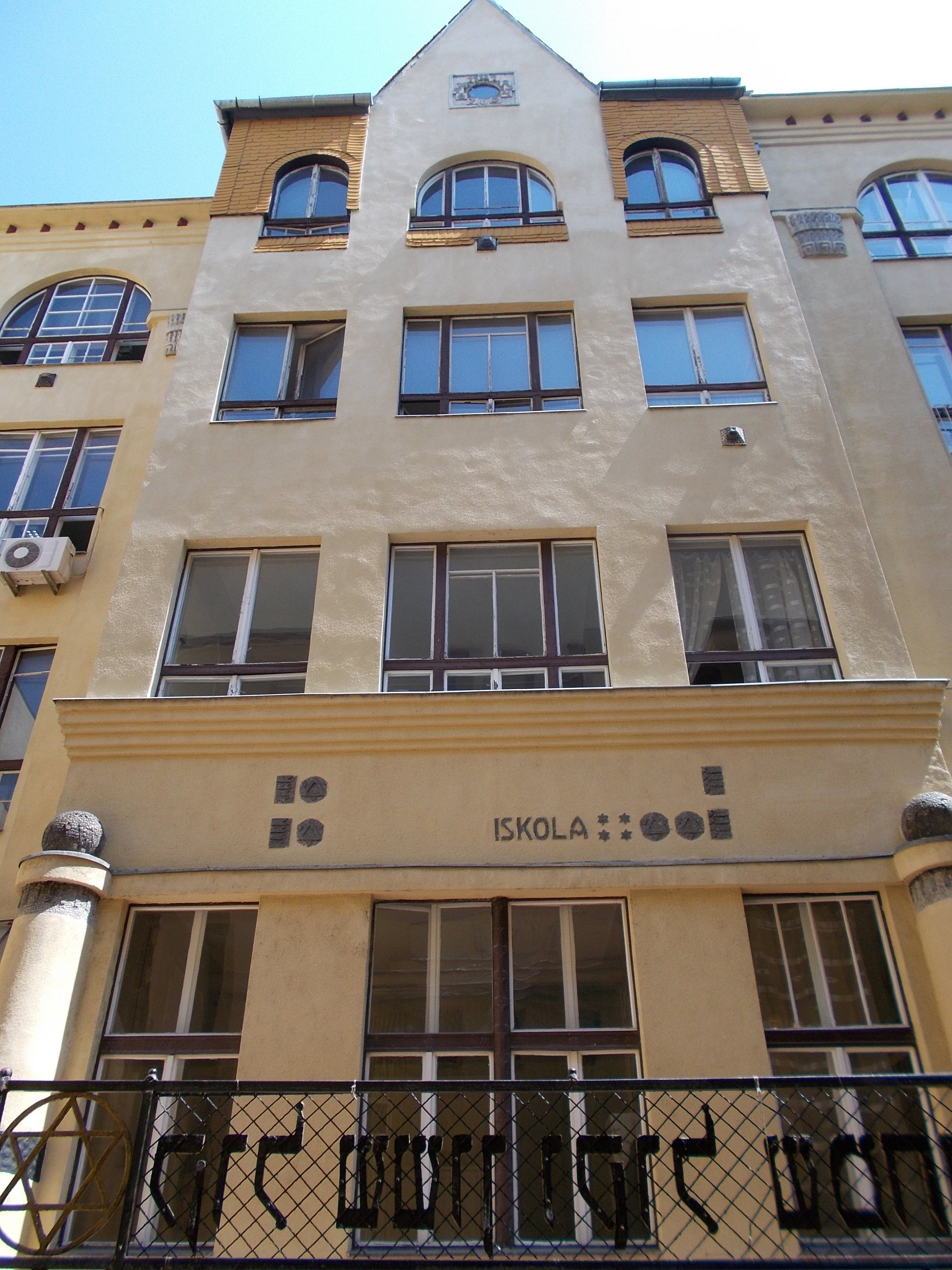
Dob u. 35., Budapest
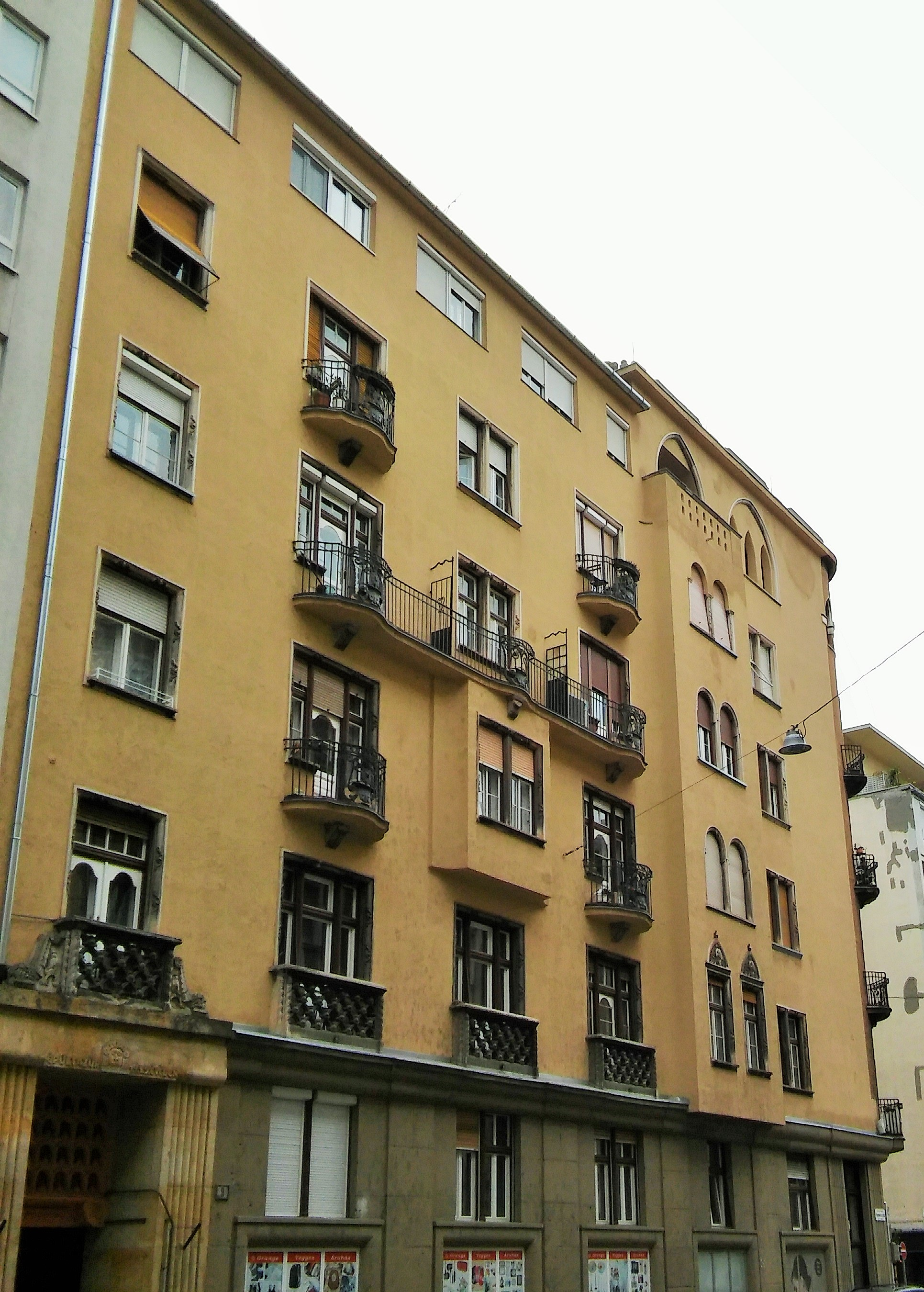
Pannónia u. 9., Budapest
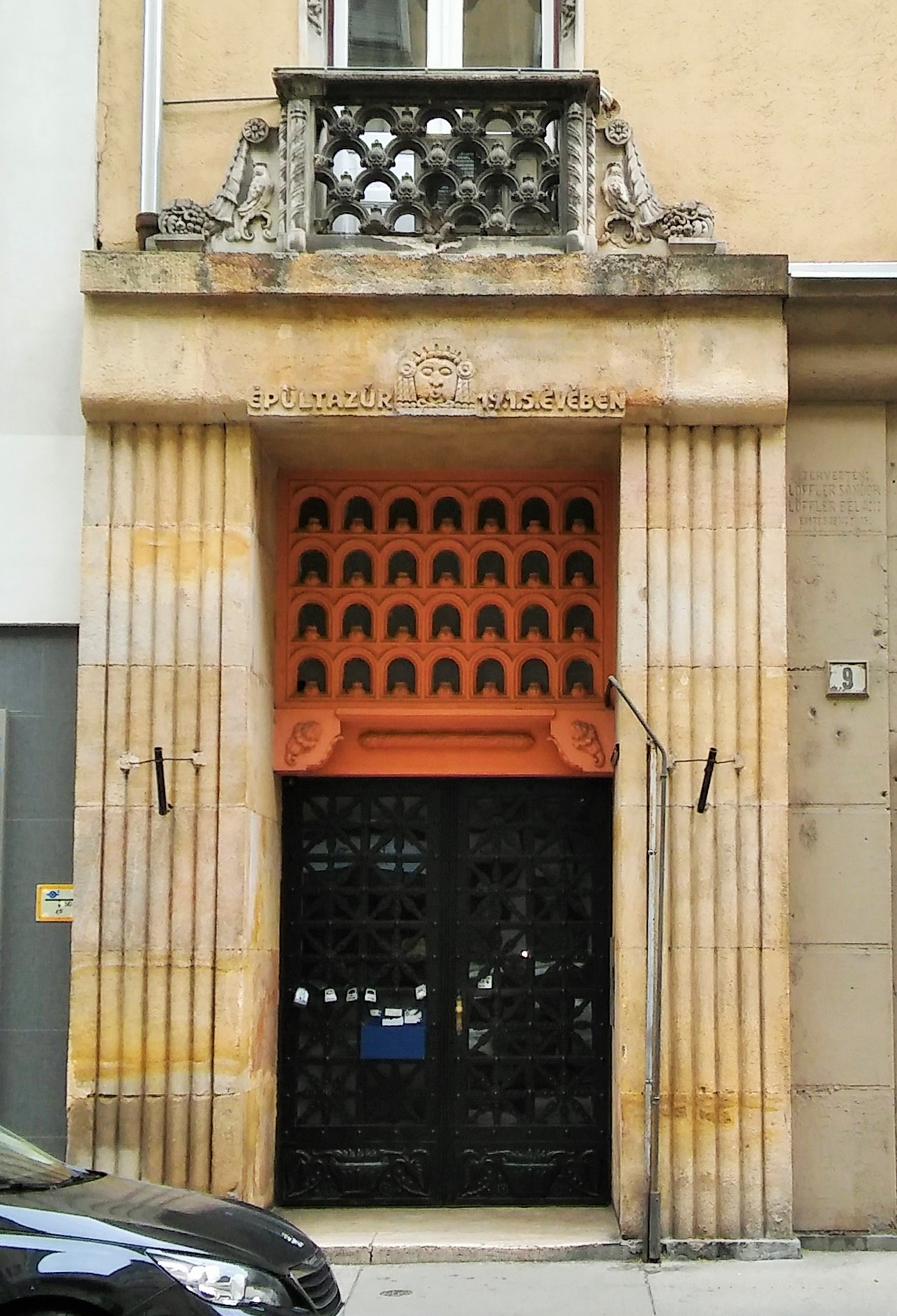
Pannónia u. 9., Budapest (kapu)
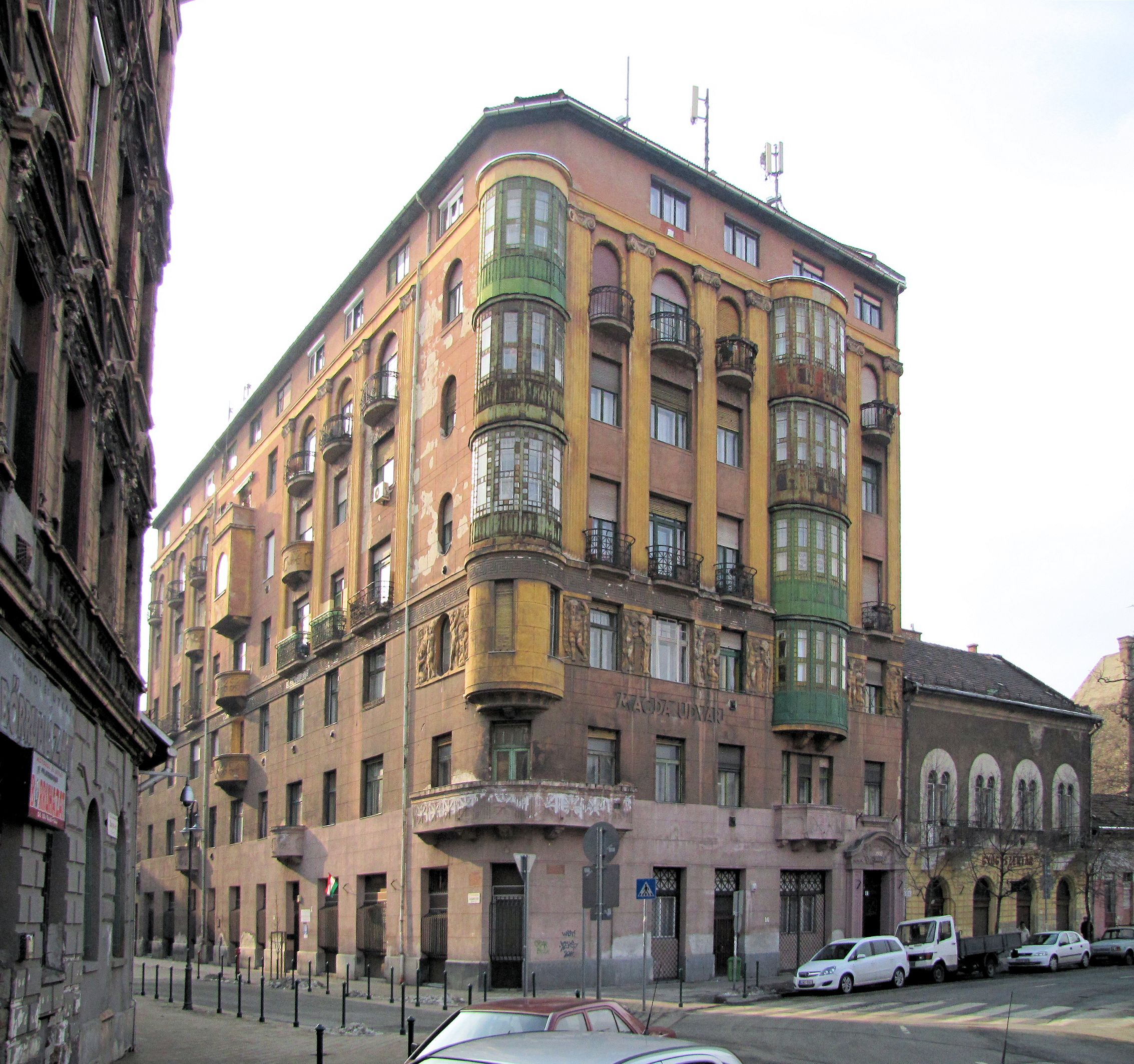
Magda-udvar, Budapest
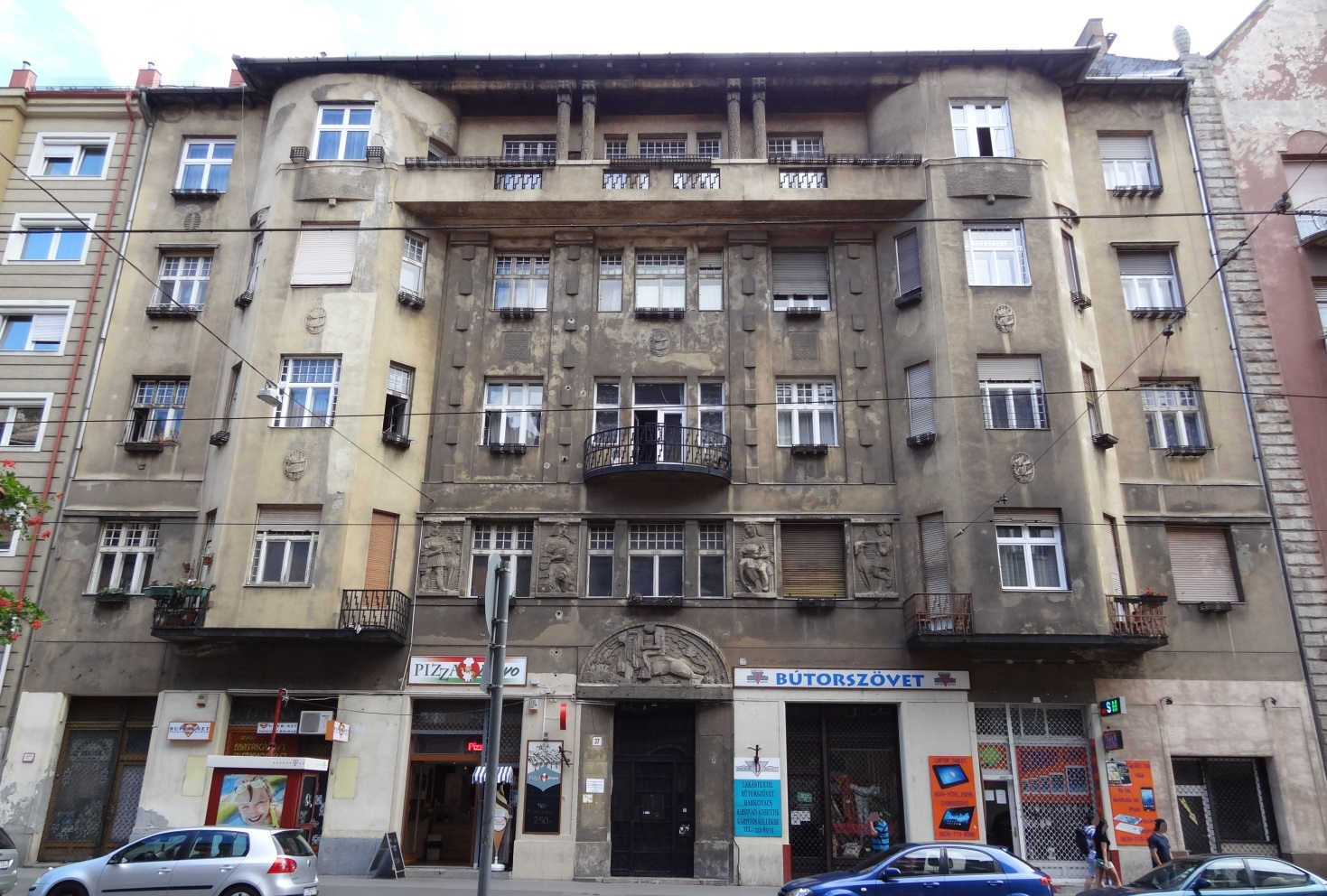
Népszínház u. 37., Budapest
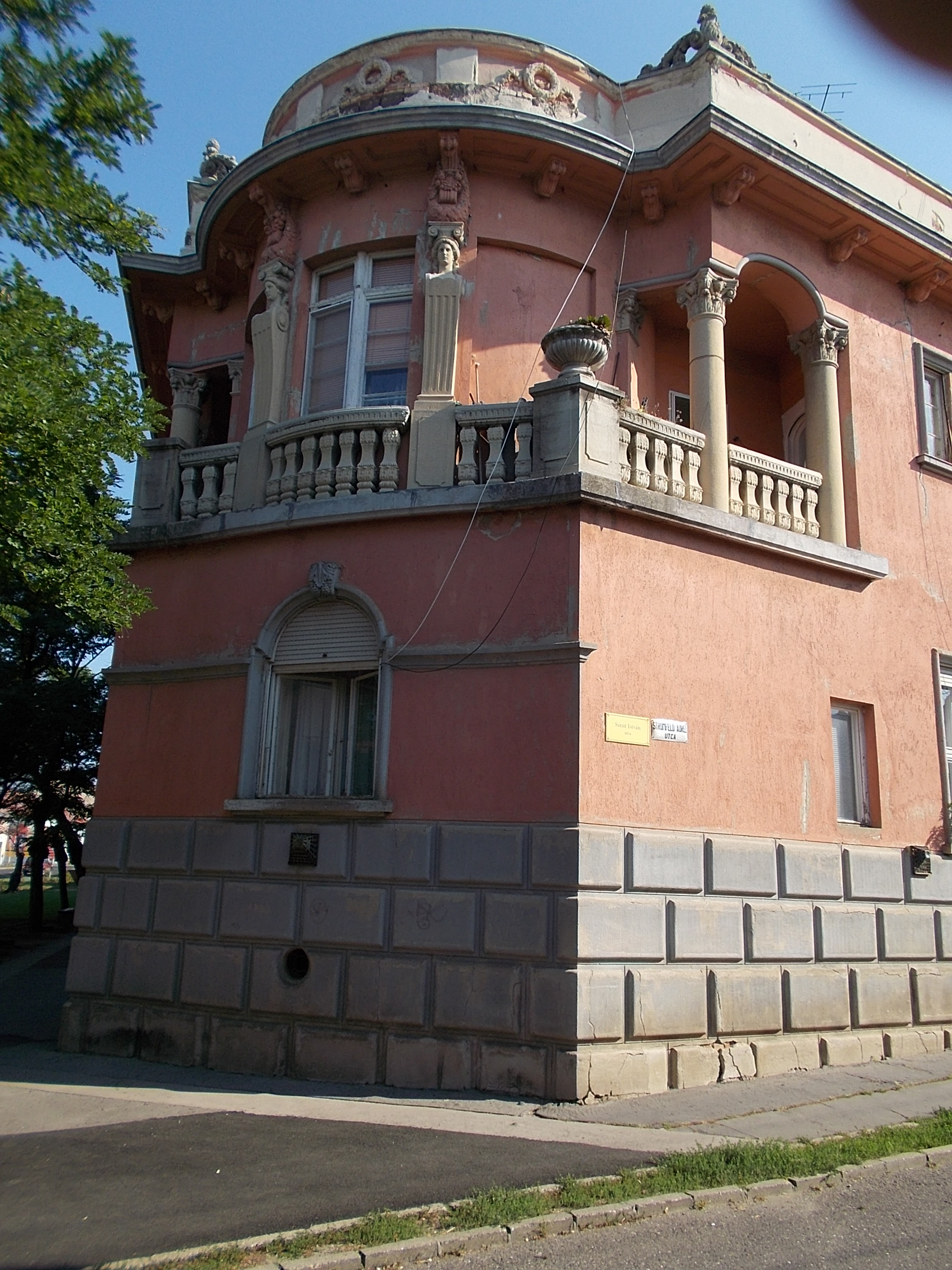
Hajdú-ház, Gyöngyös
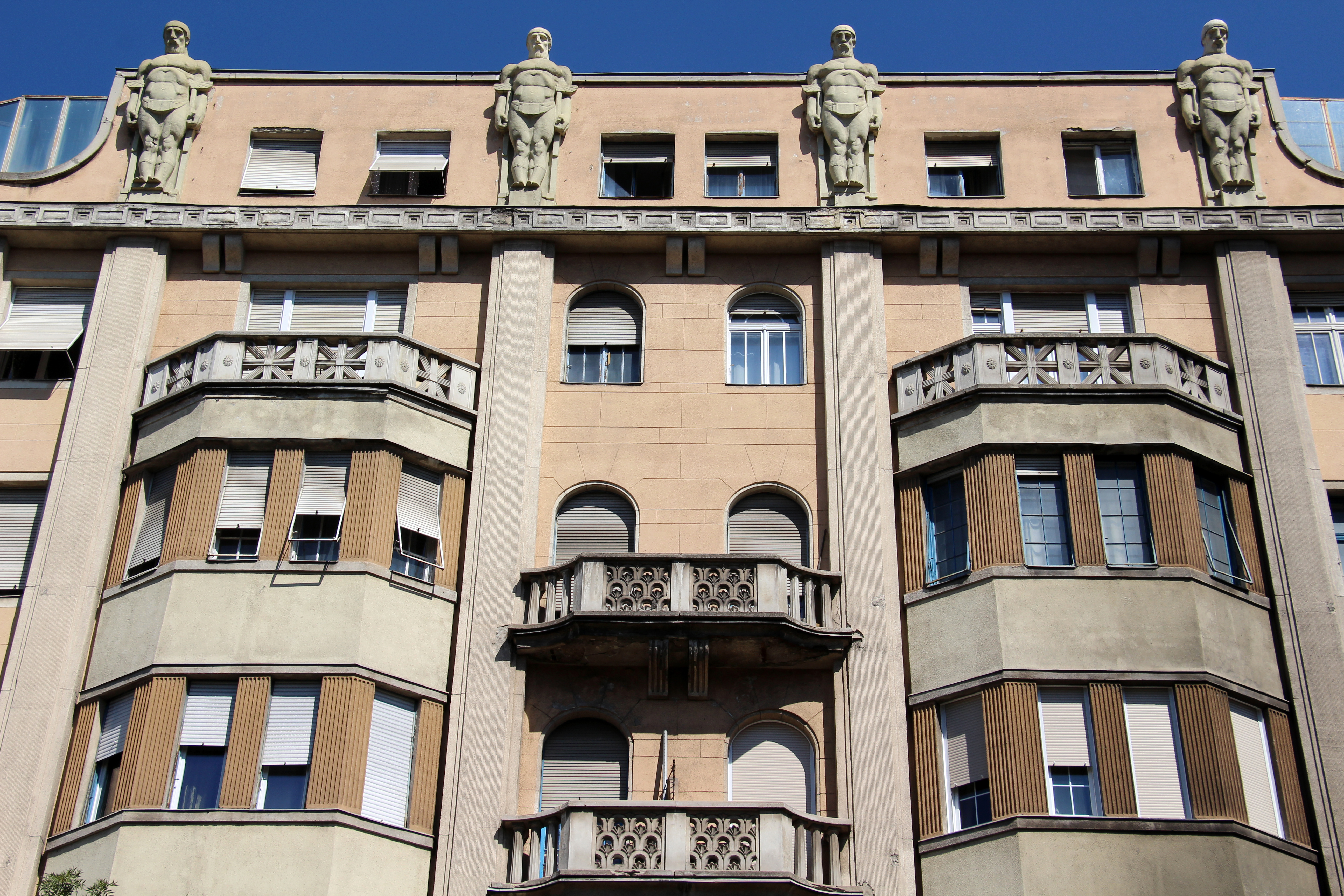
Rákóczi út 14., Budapest
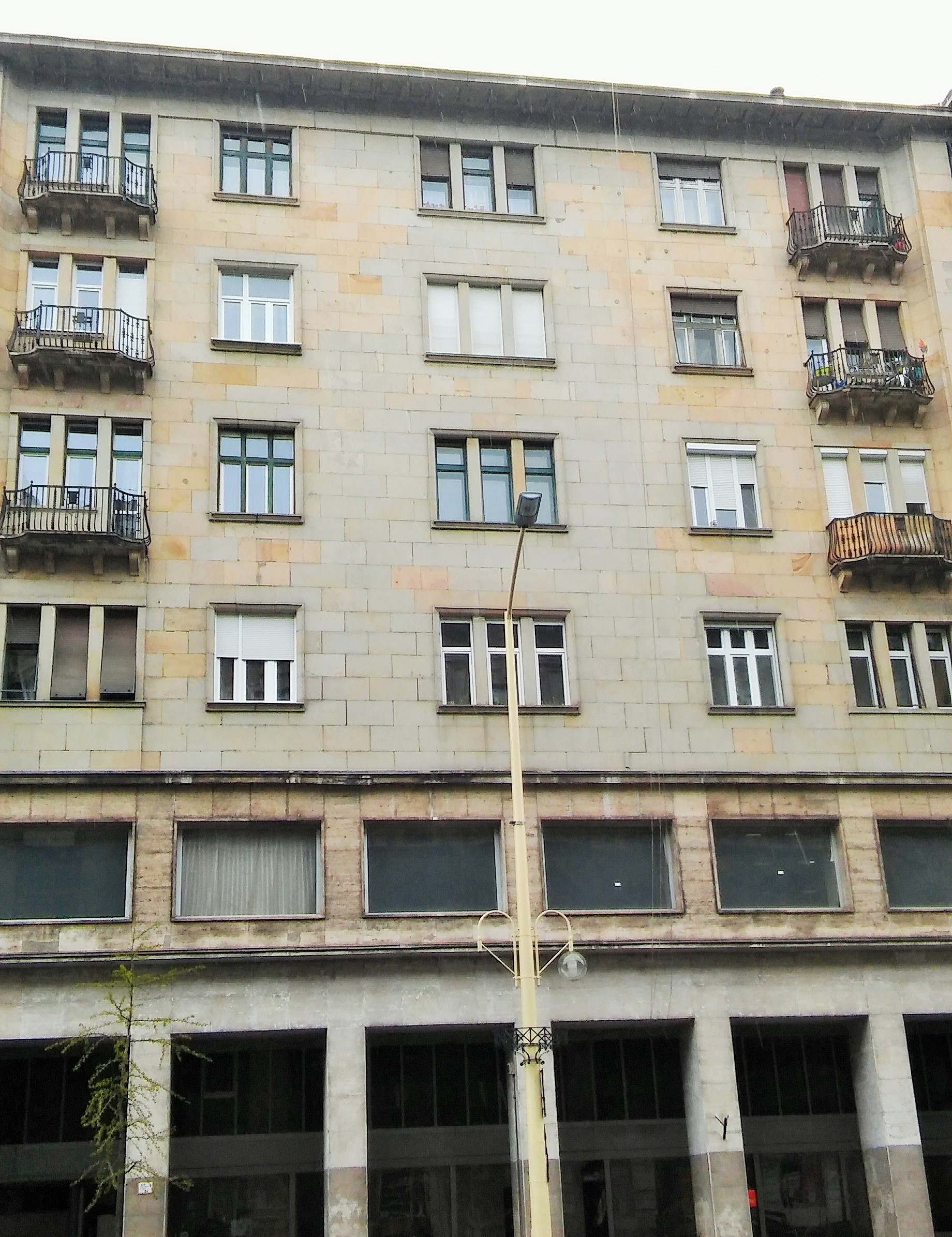
Rákóczi út 74., Budapest

## Egyéb irodalom
- Tolnai-Pálóczi Enikő: Löffler testvérek, Kedves László Kiadása, Budapest, 2020, ISBN 9786150085432